# Adolfo Alsina
Adolfo Alsina (Buenos Aires, 4 de enero de 1829-Carhué, 29 de diciembre de 1877) fue un jurisconsulto y político argentino, fundador del Partido Autonomista en 1862, gobernador de la Provincia de Buenos Aires entre 1866 y 1868, vicepresidente de la República Argentina durante la presidencia de Domingo Faustino Sarmiento en el período 1868 y 1874, miembro fundador del Partido Autonomista Nacional en ese año y Ministro de Guerra y Marina durante la presidencia de Nicolás Avellaneda, también desde ese año y hasta su fallecimiento.

## Biografía

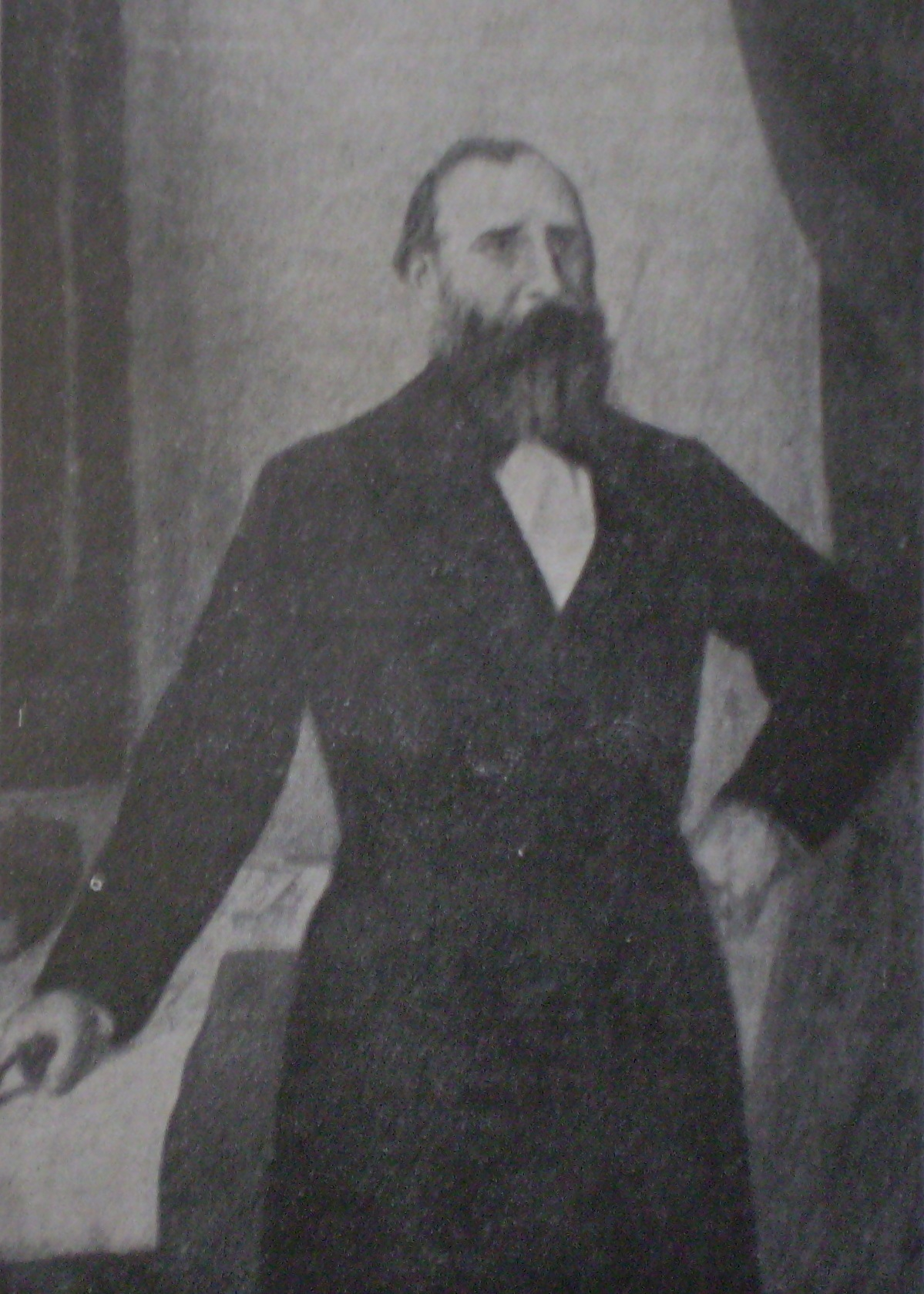
Retrato de Adolfo Alsina de cuerpo completo.

Adolfo Alsina nació el 4 de enero de 1829 en la ciudad de Buenos Aires, Argentina, hijo del dirigente unitario Valentín Alsina y de Antonia Maza. Por parte de su padre era nieto de Juan Alsina, natural de Cataluña, que fue uno de los pilotos que llegó a Buenos Aires en la expedición demarcadora de límites de Pedro Cerviño. Por parte de su madre era nieto del político federal Manuel Vicente Maza, que ejerció la gobernación de Buenos Aires entre 1834 y 1835, y que fue asesinado por La Mazorca en 1839. 
En 1835, al asumir Juan Manuel de Rosas por segunda vez la gobernación de la provincia de Buenos Aires, su familia debió emigrar al Uruguay, estableciéndose en Montevideo. Allí, Adolfo inició sus estudios de Derecho.
Luego de la derrota rosista en la batalla de Caseros, en 1852, Alsina regresó con su familia a la Argentina; mientras su padre ocupó un ministerio en el gobierno de Vicente López y Planes, él continuó sus estudios, graduándose como jurisconsulto. También comenzó a escribir en el diario "Nueva Época", además se desempañaba como asesor del Ministerio de Relaciones Exteriores que tenía a cargo Luis José de la Peña. Durante esta época inició su actividad política en las filas de los pandilleros, uno de los bandos en los que se dividieron los vencedores de Caseros, enfrentado al grupo de los chupandinos en el cual se agruparon los militantes federales; además formó parte de la Logia Juan-Juan, cuyo objetivo era asesinar al federal Justo José de Urquiza, pero su padre lo descubrió y lo obligó a abandonar esta iniciativa. Alsina participó de la revolución del 11 de septiembre de 1852 como soldado del primer Regimiento de Guardias Nacionales. 
Después de graduarse, en 1860 se incorporó al ejército de Buenos Aires en la guerra civil entre el Estado de Buenos Aires y la Confederación Argentina, participando en las batallas de Cepeda y Pavón. Tras la batalla de Cepeda y el Pacto de San José de Flores formó parte de la comisión que llevó a cabo la reforma de la Constitución de 1860.
fue elegido diputado nacional en 1862. Cuando en el Congreso se trató la federalización de la provincia impulsada por Bartolomé Mitre, Alsina comandó al grupo que se opuso al proyecto, logrando superar la iniciativa del Presidente. Esto provocó la división del Partido Liberal, entre el Partido Nacionalista de Bartolomé Mitre y el Partido Autonomista, dirigido por Alsina.

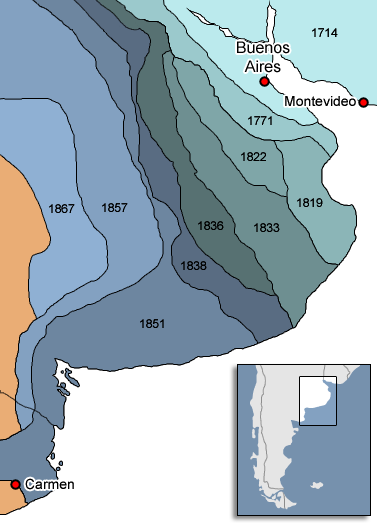
Frontera hasta la zanja de Alsina.

En 1866 fue elegido gobernador de la provincia de Buenos Aires, sucediendo en el cargo a Mariano Saavedra. Alsina designó como ministro de Gobierno a Nicolás Avellaneda y en Hacienda a Mariano Varela. Durante su mandato fundó una quincena de pueblos en el interior de la Provincia. Su gobierno mantuvo la paz en la frontera con los pueblos originarios, ya que la mayor parte del ejército fue enviado a la Guerra del Paraguay.
En 1867 se asoció con Mateo Luque y Nicasio Oroño, gobernadores de Córdoba y Santa Fe respectivamente, y lanzó su candidatura a presidente. El presidente Mitre escribió la “Carta de Tuyú-Cué”, su testamento político dirigido a José María Gutiérrez, donde descalificó las postulaciones del propio Alsina y Urquiza, candidato del Partido Federal. Tras el derrocamiento de sus dos aliados, y considerando que tenía poco apoyo en el resto del país, retiró su candidatura y estableció una alianza con Domingo Faustino Sarmiento, integrando la fórmula para la presidencia y vicepresidencia de la República, que triunfó en las elecciones de 1868; buena parte de los votos de Sarmiento fueron, en la práctica, aportados por partidarios de Alsina. Su padre Valentín Alsina, presidente provisional del Senado, proclamó en la Asamblea General del Congreso como electos como presidente y vicepresidente a Sarmiento y Alsina. Cuando le tocó nombrar el nombre de su hijo, Alsina, profundamente conmovido, no pudo continuar con el acto.
Sarmiento, ya como presidente, no lo consultó en las decisiones importantes y ni siquiera lo dejó como presidente provisional en sus viajes al interior del país. En 1873 Alsina proclamó su precandidatura presidencial pero al final de la presidencia de Sarmiento, en 1874, Alsina declinó su candidatura y se alió con Nicolás Avellaneda para crear lo que luego sería conocido como el Partido Autonomista Nacional. Tras el triunfo de Avellaneda en los comicios se produjo la revolución dirigida por Mitre, que fracasó tras un corto pero sangriento enfrentamiento. Alsina condujo el Ministerio de Guerra y Marina.
Como ministro de guerra y Marina, Alsina incorporó el telégrafo a las comunicaciones militares. Al solicitar al Congreso los fondos necesarios para el tendido de 771 km de línea hacia las comandancias de frontera, decía Avellaneda "Son incalculables en la práctica los inconvenientes y perjuicios que origina la falta del telégrafo" y Alsina explicaba que "el telégrafo sirve tanto en la paz como en la guerra, para que el gobierno esté al habla con el Ejército, y el Ejército al habla con el Gobierno". De modo que, en enero de 1876, el ministro Alsina dispuso la creación de la "Escuela Telegráfica" en el Colegio Militar de la Nación. El artífice del Telégrafo Militar sería el teniente coronel de ingenieros Higinio Vallejos.
A finales de 1875, los aborígenes del llamado desierto, principalmente mapuches, continuaron con los enfrentamientos en la línea de la frontera sur. Alsina dirigió la defensa del país, concentrándose especialmente en la frontera de la provincia de Buenos Aires. En el "problema del indio" fue partidario de una política defensiva y no ofensiva, afirmando que emprendería una campaña contra el desierto y no contra el indio.

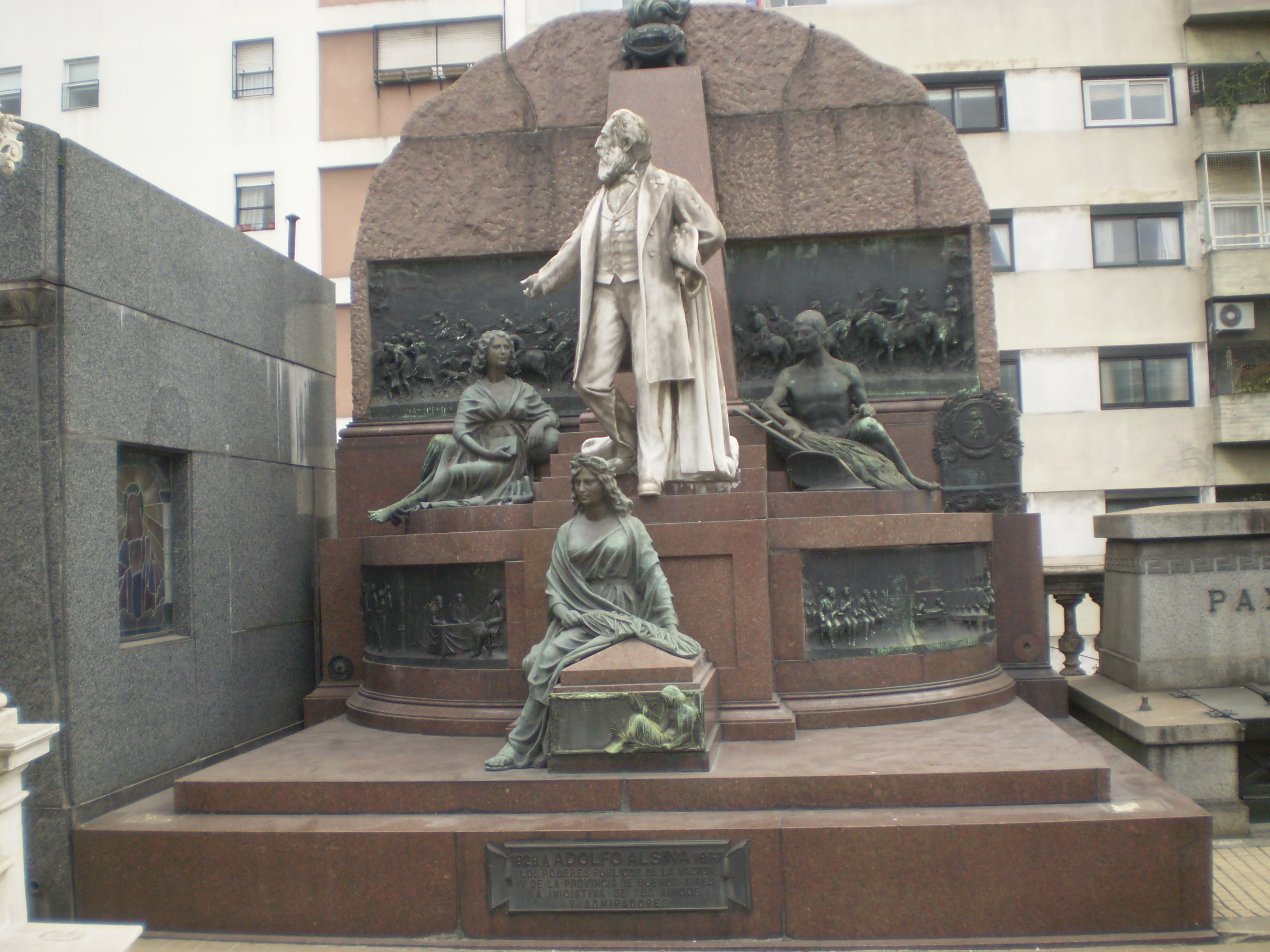
Adolfo Alsina, monumento fúnebre en el Cementerio de la Recoleta.

En 1876 inició la construcción de la llamada zanja de Alsina, una trinchera de dos metros de profundidad y tres de ancho con un parapeto de un metro de alto por 4,5 de ancho, que construyó avanzando dentro del territorio indígena. La misma estaba guarnecida gracias a la edificación de una serie de fortines —muchos de ellos comunicados con sus comandancias por telégrafo— a lo largo de toda la frontera, para mantenerla vigilada. Previo a la construcción de la línea defensiva, las posiciones militares avanzaron profundamente en territorios hasta entonces controlados por los indígenas. La línea defensiva tenía como fin impedir que estos ingresaran nuevamente en el territorio efectivamente incorporado.
La posición defensiva organizada por Alsina fue duramente criticada, acusando a sus promotores de no resolver el problema de la incorporación efectiva de estas tierras a la República Argentina.
Los continuos enfrentamientos con los aborígenes lo llevaron a estudiar la situación de la línea de fortines, pero en una de esas visitas, cerca de Carhué, contrajo una intoxicación que afectó a sus riñones. 
Falleció en Carhué el 29 de diciembre de 1877. Sus restos se encuentran en el Cementerio de la Recoleta, en Buenos Aires, en un mausoleo diseñado por la escultora Margarita Bonnet e inaugurado en 1917.

## Legado
Al oeste de la Provincia de Buenos Aires el partido de Adolfo Alsina lleva su nombre y honra a su memoria. 
También son varias las ciudades bonaerenses, así como la Ciudad de Buenos Aires, que poseen calles con su nombre. 
En Chacabuco, ciudad fundada en 1865, la avenida principal que atraviesa su centro comercial lleva el nombre de Adolfo Alsina.
En Olavarría, el Instituto Superior de Formación Docente N° 22, se denomina con su nombre en honor a este hombre.
En Carhué, donde falleció, se encuentra el Museo Regional Adolfo Alsina, dedicado a la historia de la región.
Alsina fue además, en los inicios del Partido Autonomista, padre político y maestro de Leandro N. Alem, a pesar de que su padre fuese uno de los que condenaron a muerte al padre de Alem, por los crímenes que había cometido como miembro de La Mazorca, durante el gobierrno de Juan Manuel de Rosas. Alsina llevó a Alem varias veces a ocupar cargos de legislador, tanto en la legislatura de la ciudad de Buenos Aires como a nivel nacional, bajo el partido que él lideraba. La unión entre Alsina y Alem se afirmó en el posicionamiento opositor que ambos tenían frente al Partido Nacional de Bartolomé Mitre, integrado en su mayoría por gente de la alta sociedad y elite porteña. Los partidarios de ambos se denominaban cocidos por la fracción de Mitre y crudos por la de Alsina y Alem. Finalmente, se distanciaron en desacuerdo por la alianza con Domingo Faustino Sarmiento para llevar como presidente a Nicolás Avellaneda y Alem formó el Partido Republicano.

## Obras
- La nueva línea de fronteras: Memoria especial del Ministerio de Guerra, Buenos Aires, Eudeba 1977.

NOTA: La primera edición es de 1877 presentada al Congreso Nacional